# توماس ساندرز (لاعب كرة قدم أمريكية)
توماس ساندرز (بالإنجليزية: Thomas Sanders)‏ هو لاعب كرة قدم أمريكية أمريكي، ولد في 4 يناير 1962 في غيدينغز في الولايات المتحدة.

## وصلات خارجية
- توماس ساندرز على موقع مرجع كرة القدم المحترفة.كوم (الإنجليزية)